# Beilschmiedia sericea
Beilschmiedia sericea är en lagerväxtart som beskrevs av Teschn.. Beilschmiedia sericea ingår i släktet Beilschmiedia och familjen lagerväxter. Inga underarter finns listade i Catalogue of Life.